# Cadillac Fleetwood
Cadillac Fleetwood — сімейство автомобілів класу «люкс», що випускався американською компанією Cadillac з 1936 по 1996 роки. Модель замінила Sixty Special. Fleetwood був спочатку доступний як пакет обладнання для інших автомобілів Cadillac, а пізніше став окремою моделлю. Крутний момент передавався до задньої осі (на моделях 1985-1993 років на передню вісь) через автоматичну коробку передач. Протягом майже половини століття було десять поколінь моделі.

## Покоління

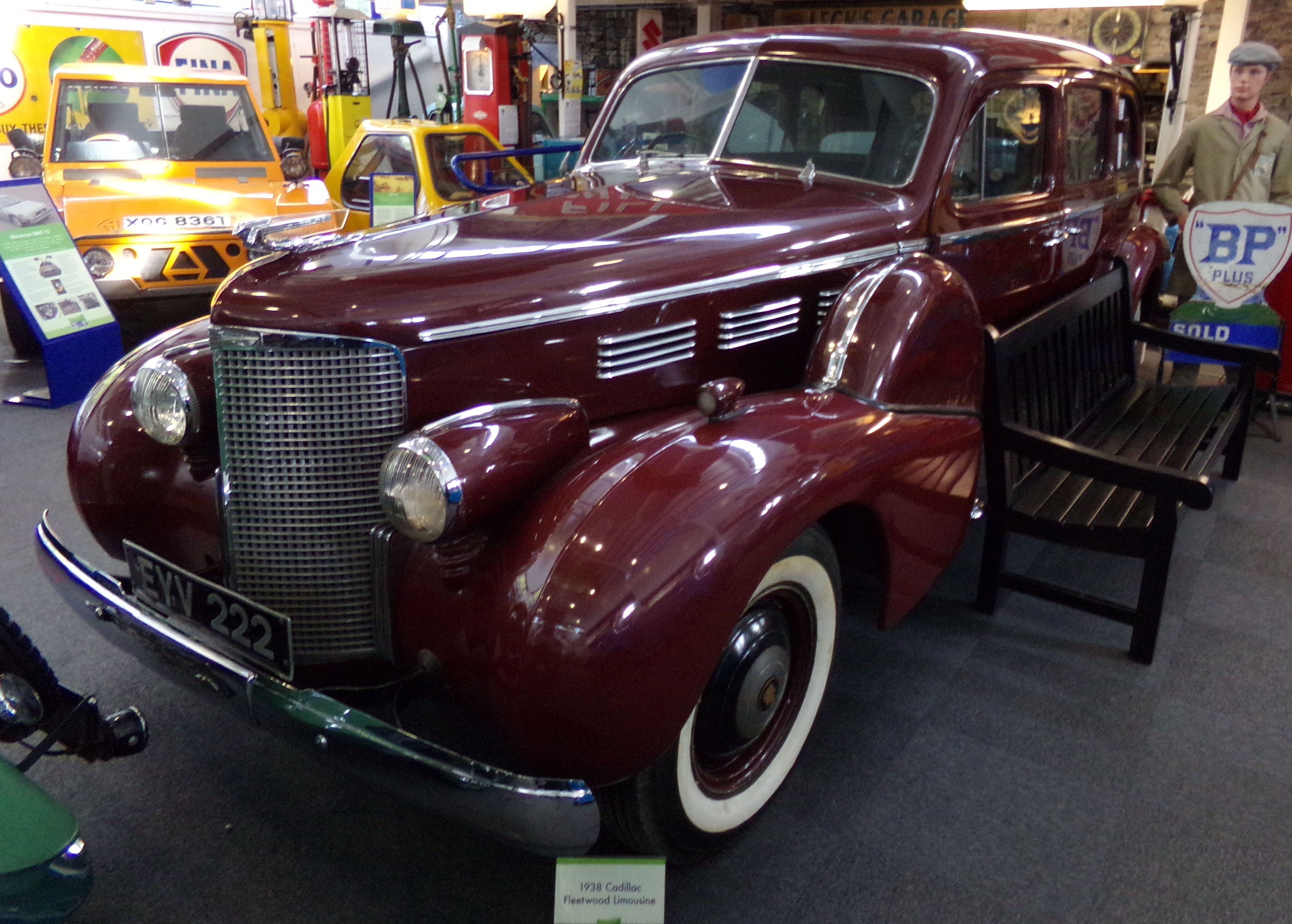
Cadillac Fleetwood (1938-1940)
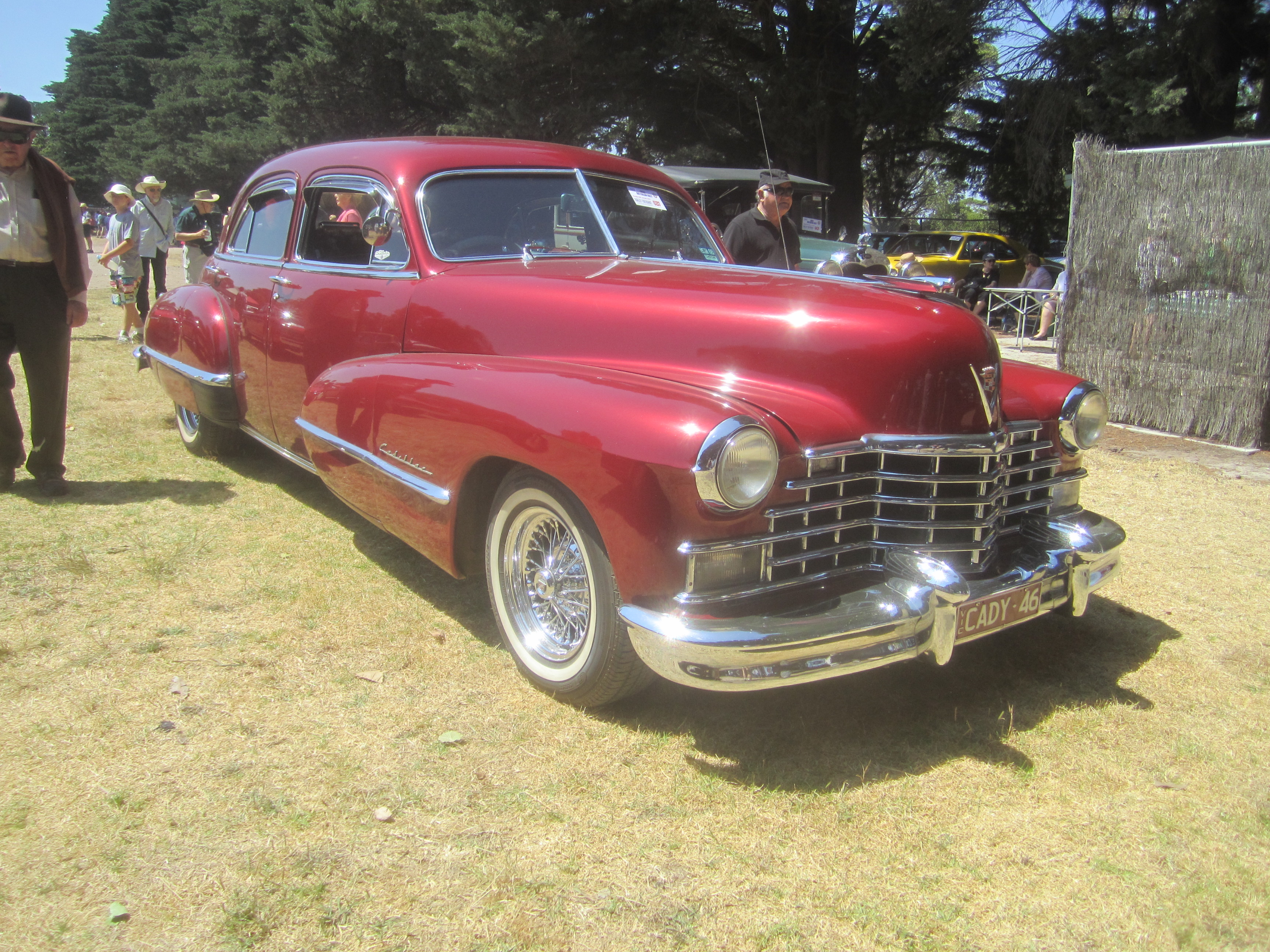
Cadillac Fleetwood Sixty Special (1941-1949)
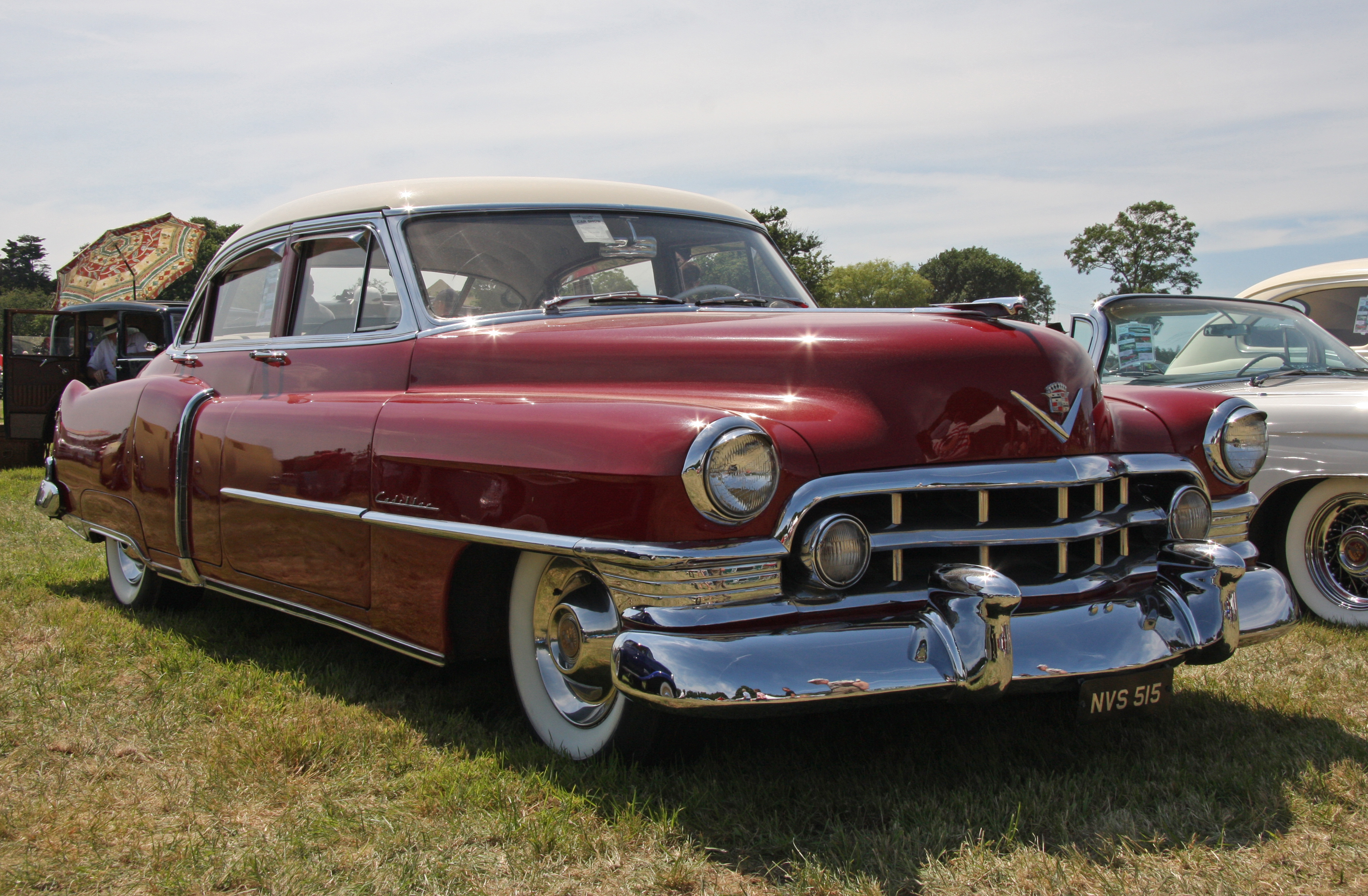
Cadillac Fleetwood Sixty Special (1950-1953)
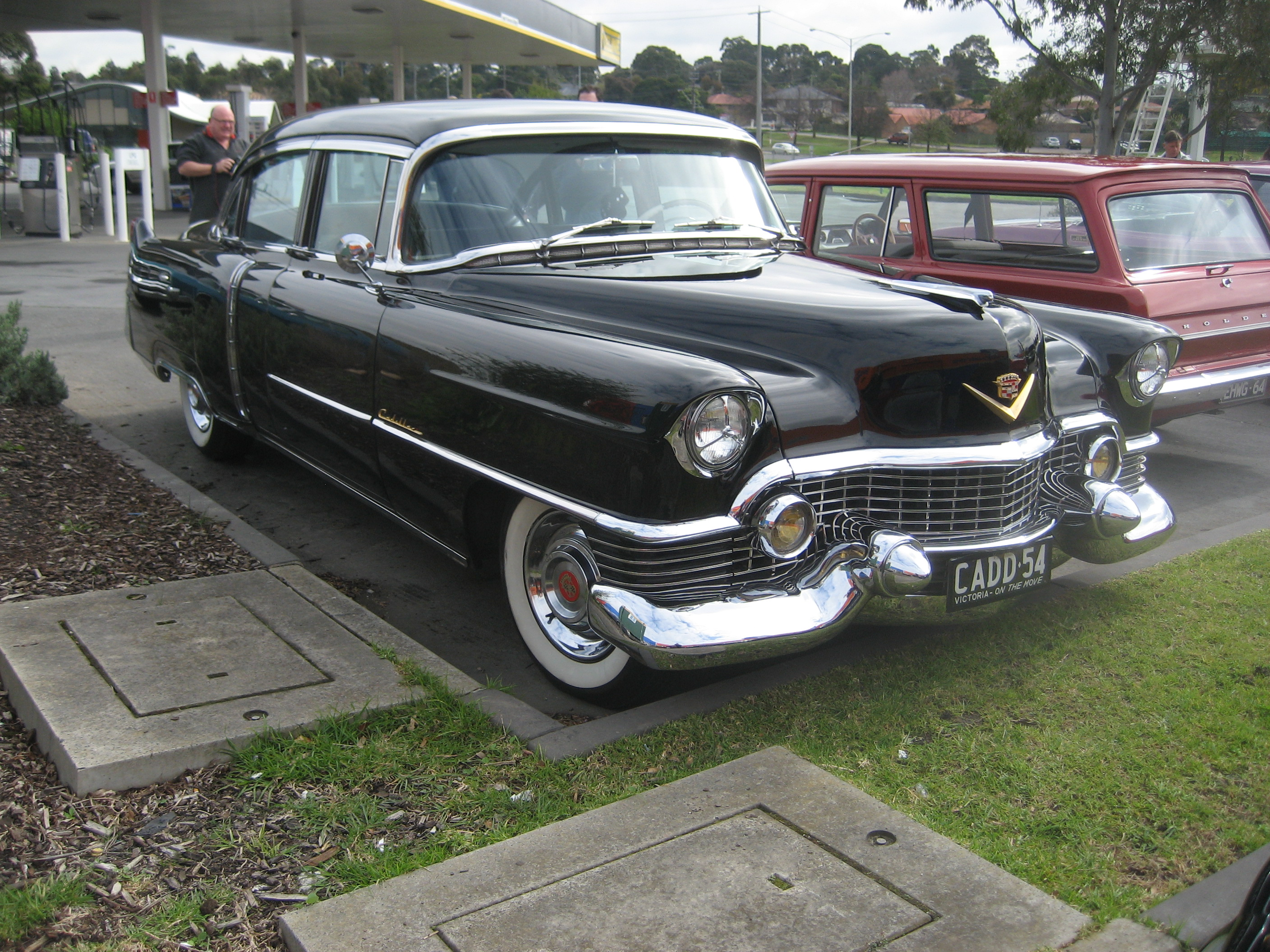
Cadillac Fleetwood Sixty Special (1954-1956)
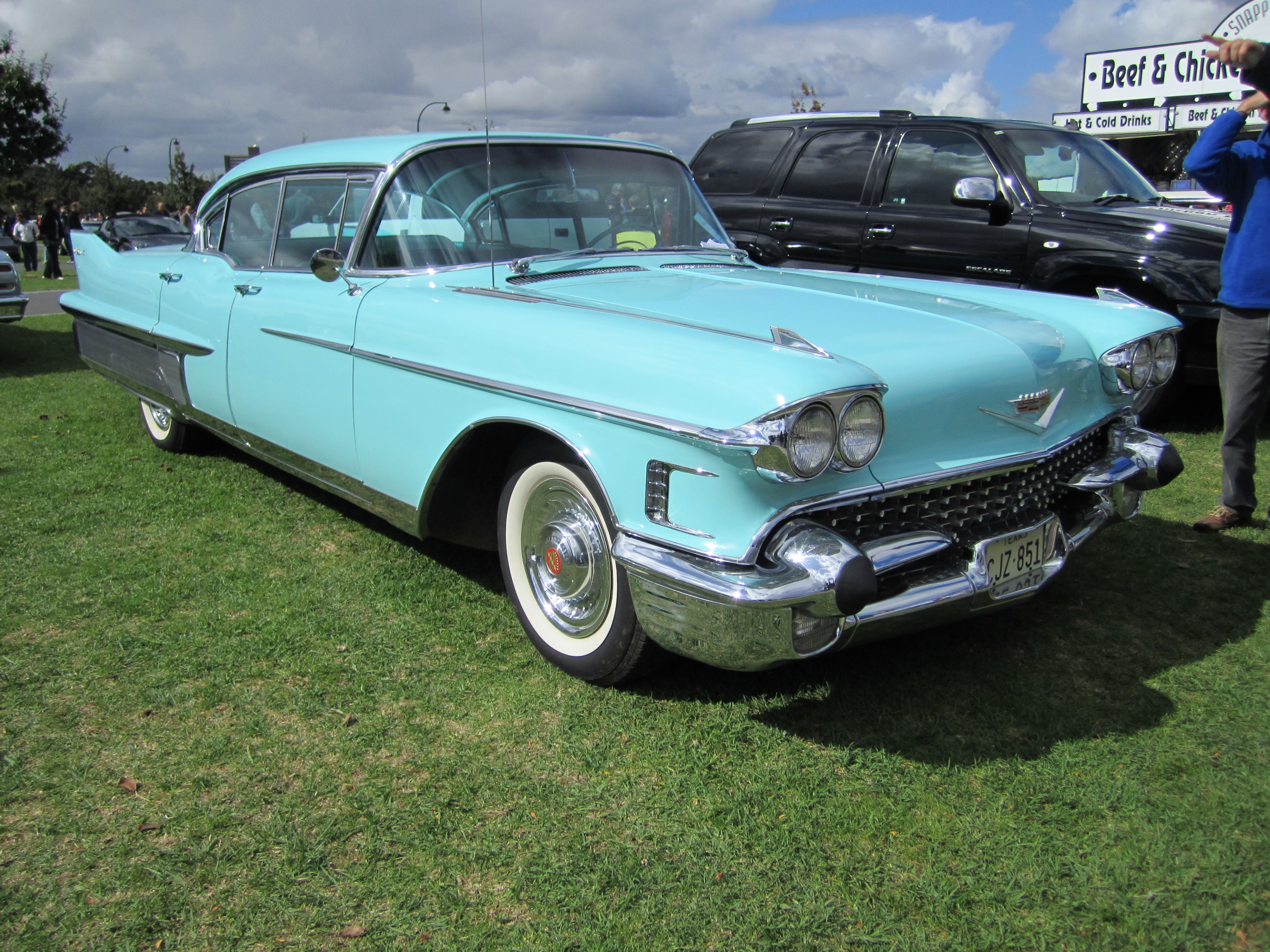
Cadillac Fleetwood Sixty Special (1957-1958)
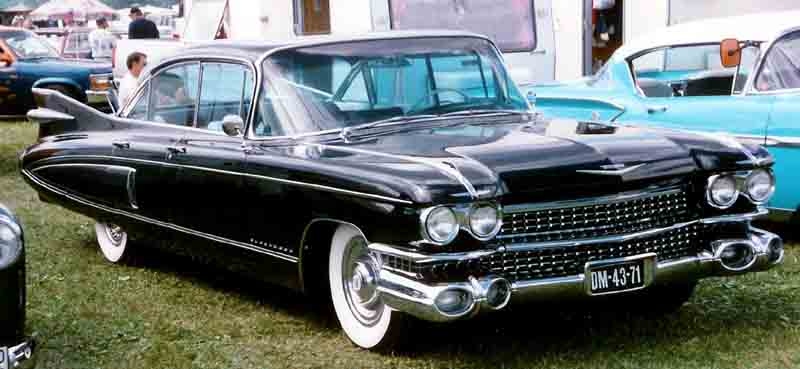
Cadillac Fleetwood Sixty Special (1959-1960)
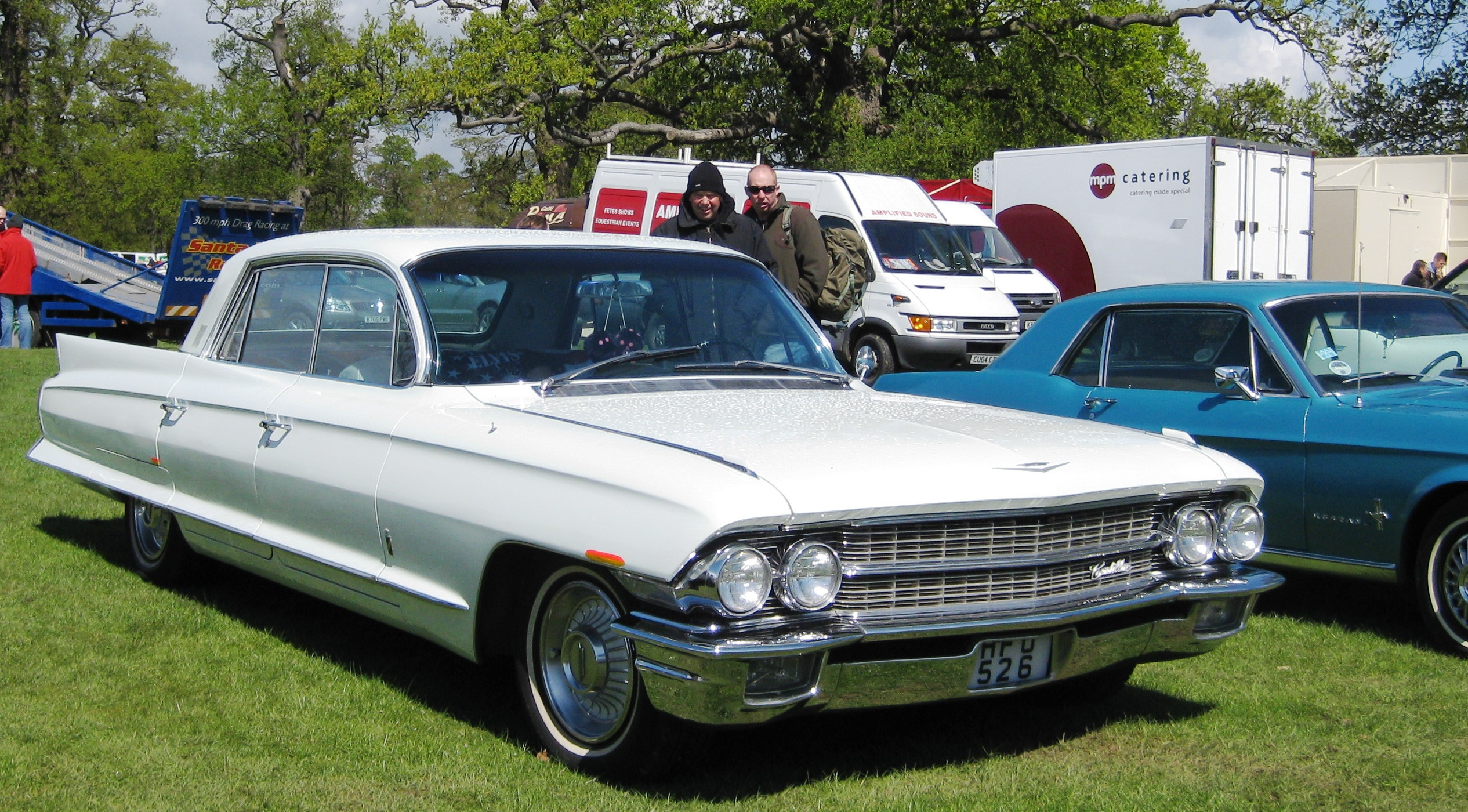
Cadillac Fleetwood Sixty Special (1961-1965)
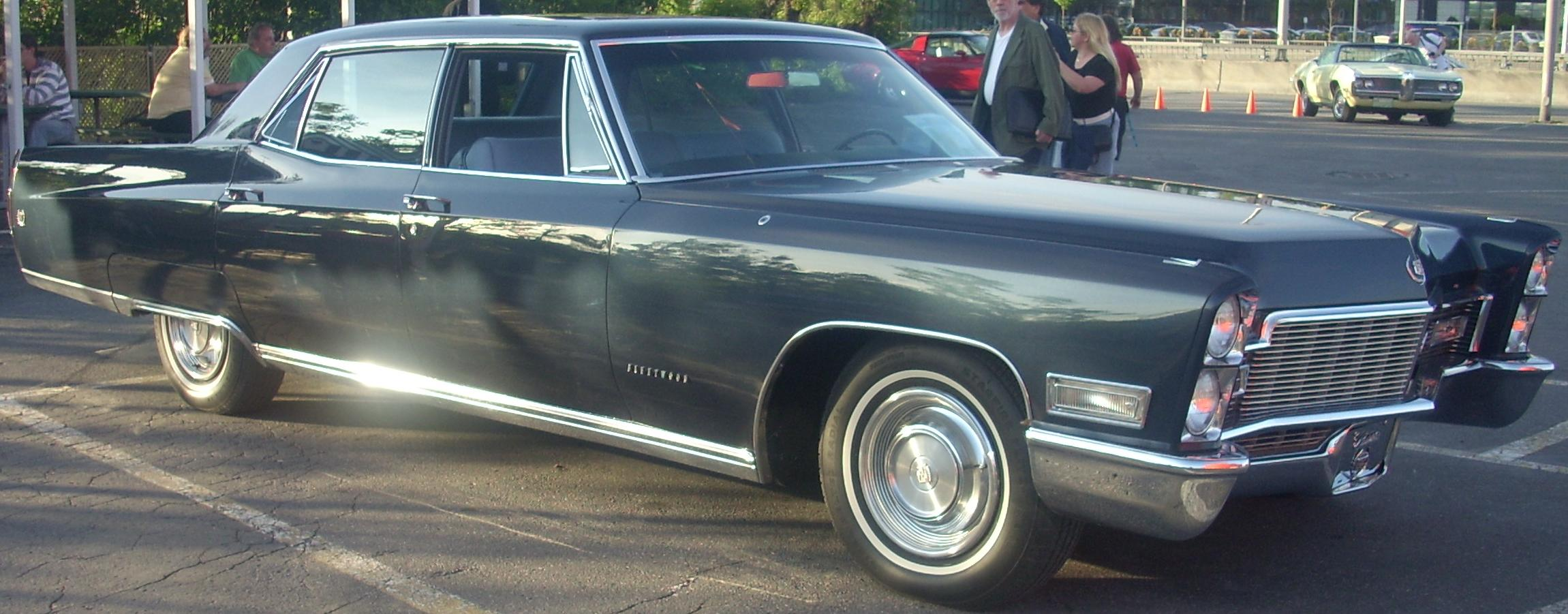
Cadillac Fleetwood Sixty Special Brougham (1966-1970)
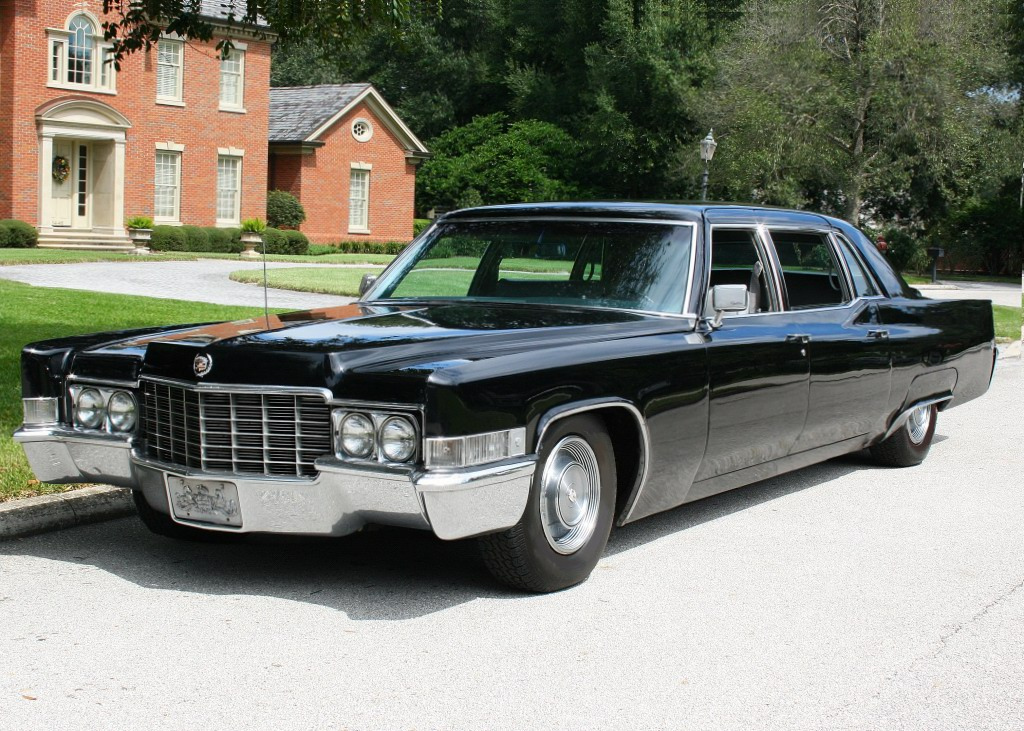
Cadillac Fleetwood 75 (1966-1970)
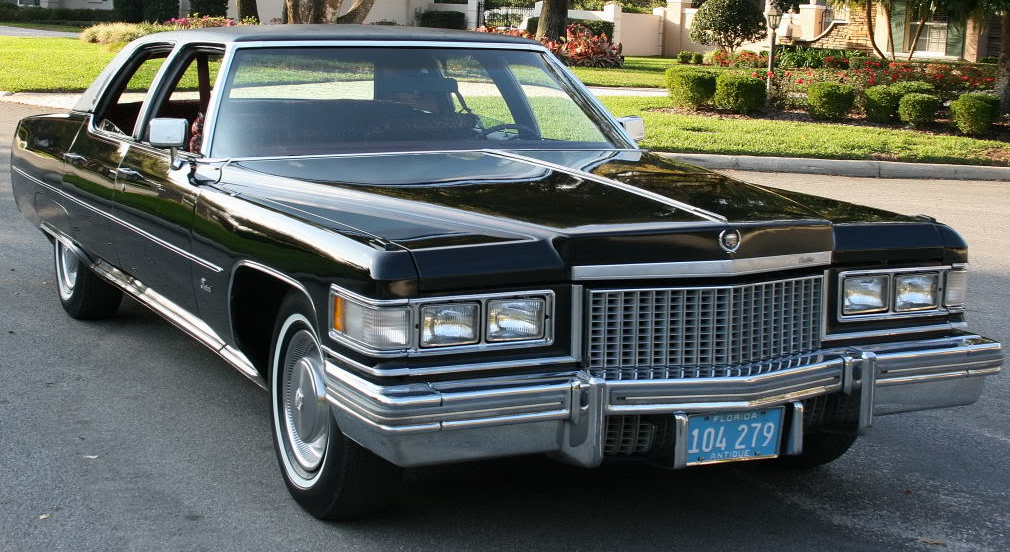
Cadillac Fleetwood Sixty Special Brougham (1971-1976)
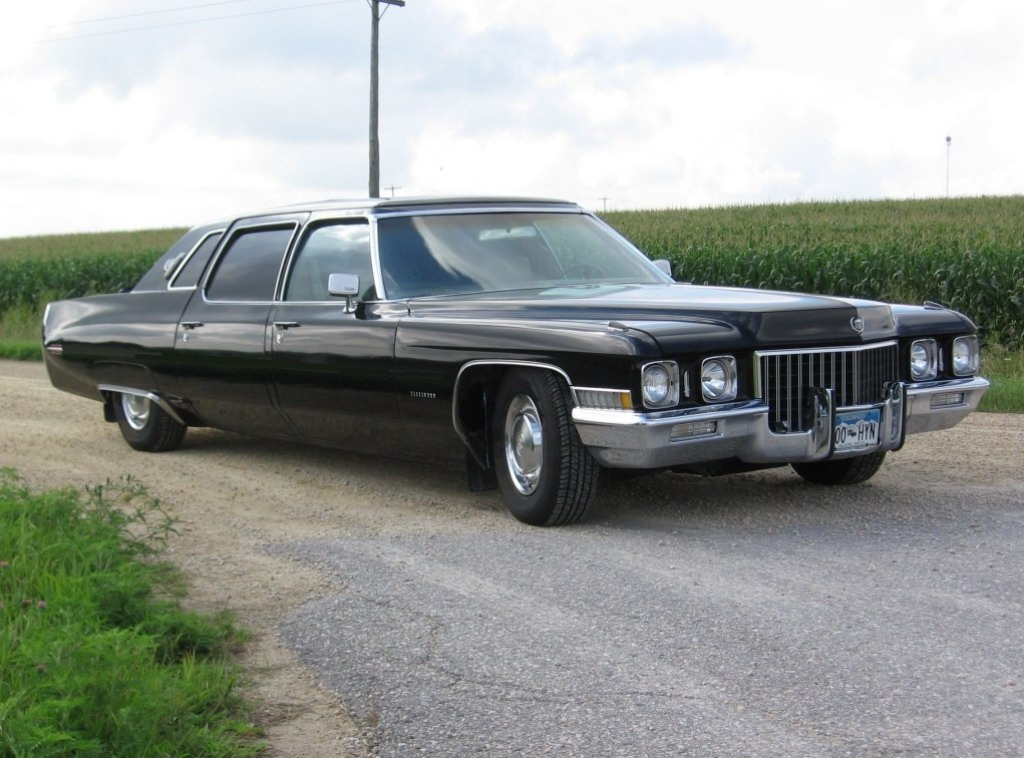
Cadillac Fleetwood 75 (1971-1976)
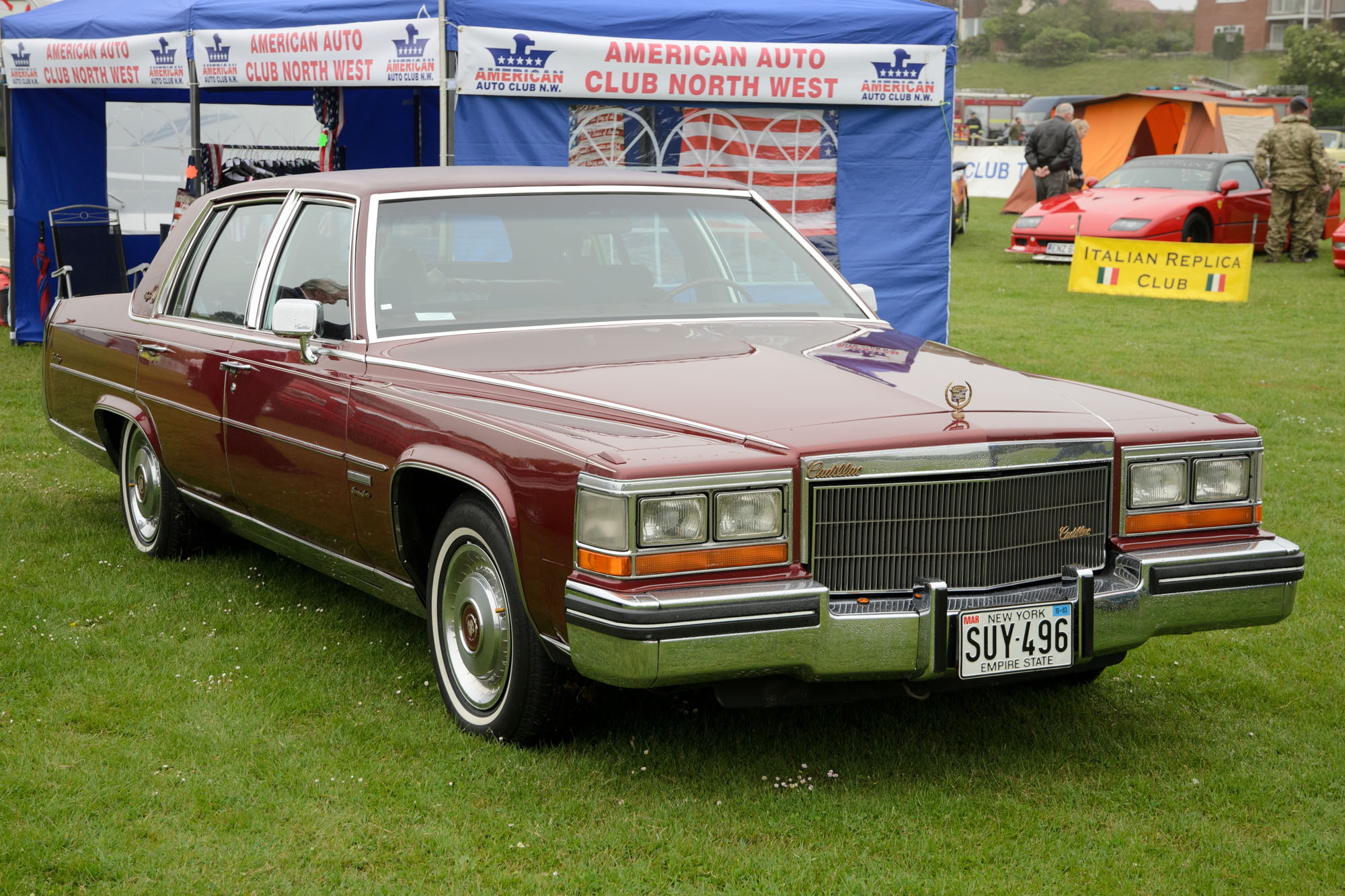
Cadillac Fleetwood Brougham (1977-1986)
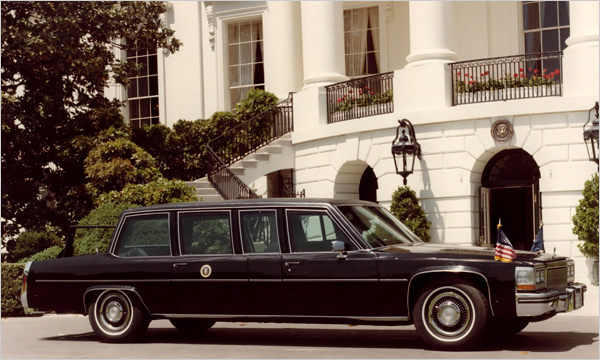
Cadillac Fleetwood Рона Рейгана (1983)
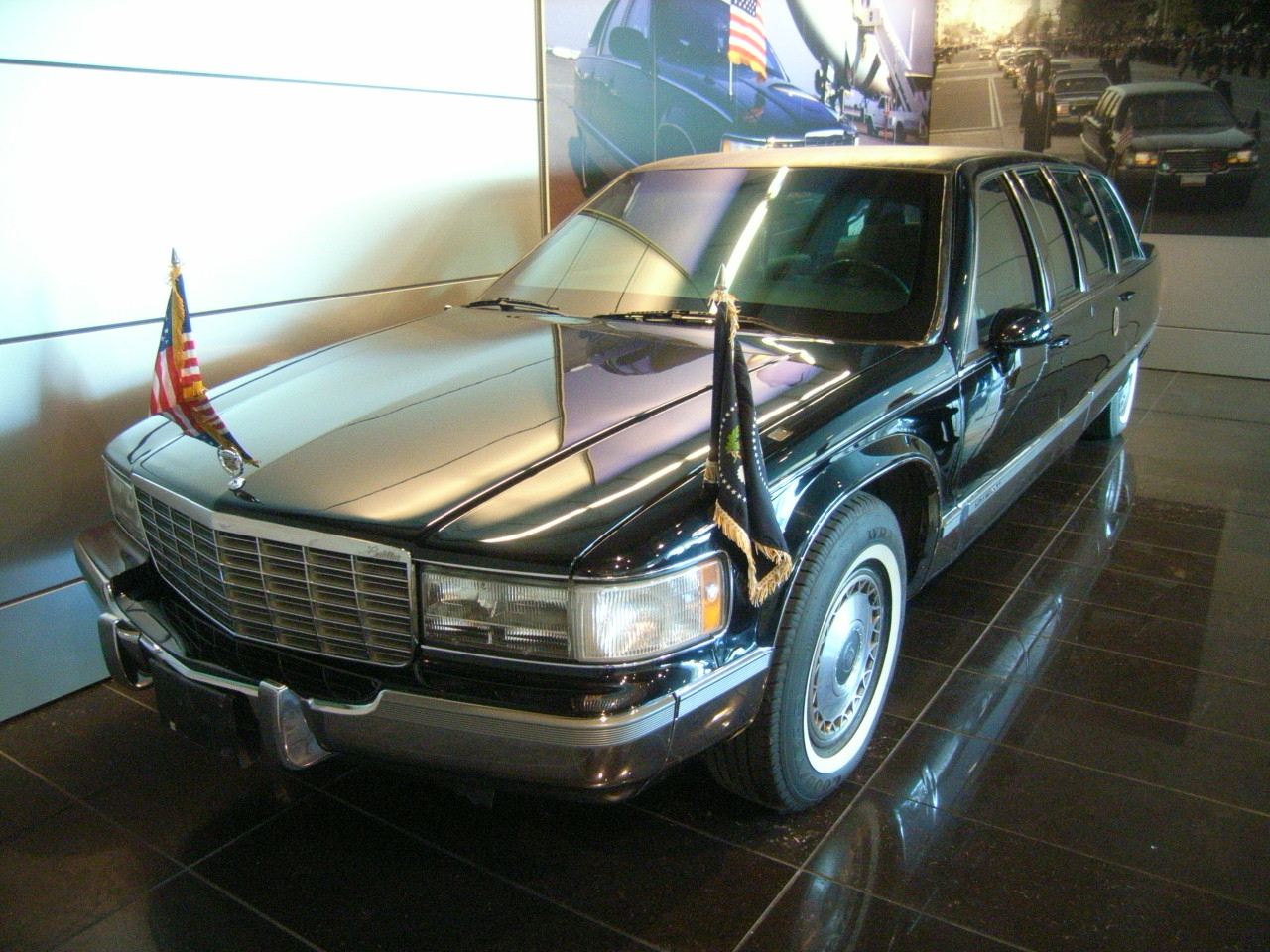
Cadillac Fleetwood Білла Клінтона (1993)

## Cadillac Fleetwood (1985-1992)

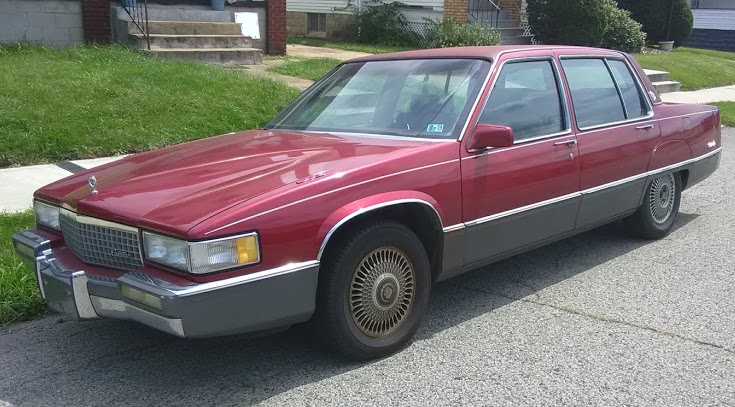
Cadillac Fleetwood (1989-1992)

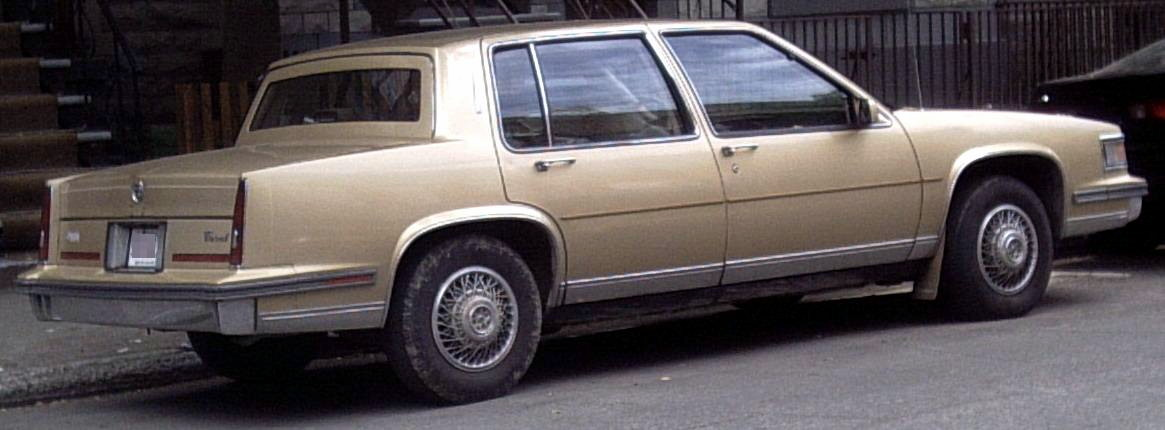
Cadillac Fleetwood (1989-1992)

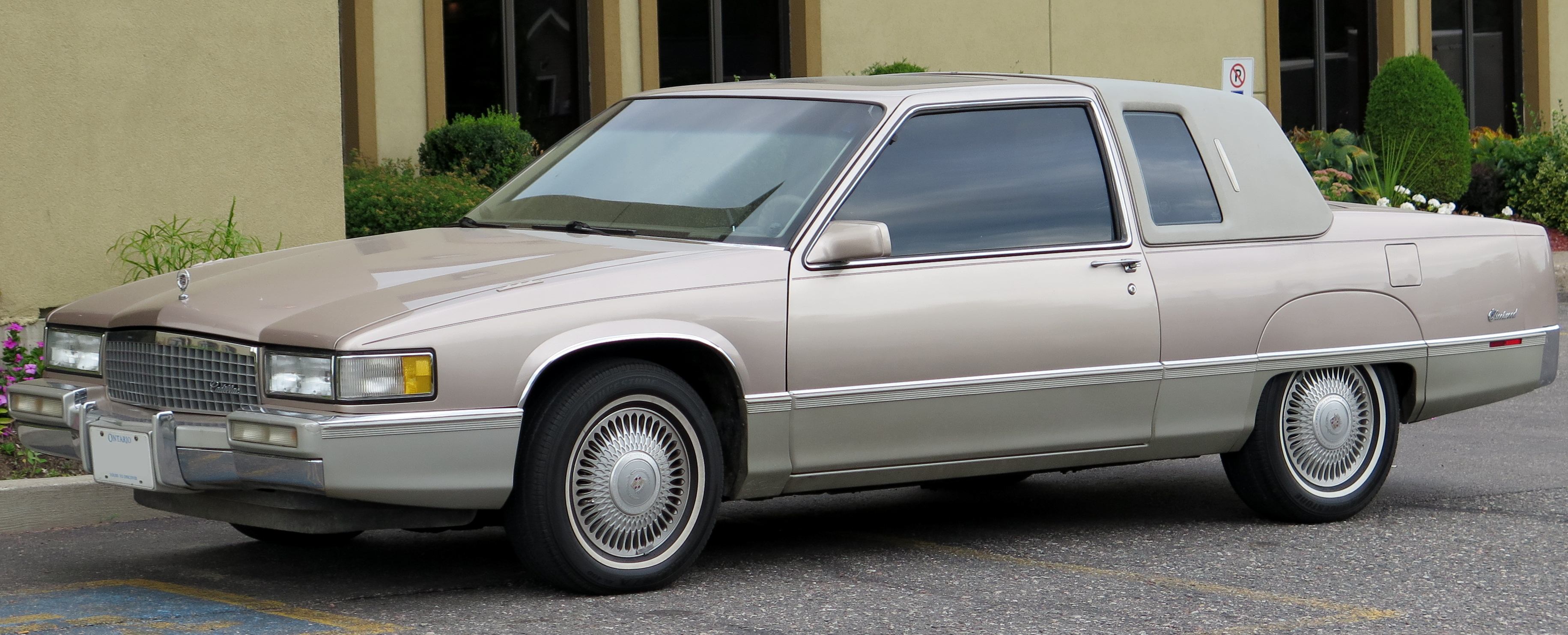
Cadillac Fleetwood Coupe

Для Cadillac Fleetwood в 1985 році була розроблена нова передньопривідна платформа C-body. Fleetwood поділився нею з іншими автомобілями: Cadillac DeVille, Buick Electra і Oldsmobile 98. Компанія Каділлак продовжувала виготовляти задньопривідний Fleetwood Brougham збудований на платформі D-body до 1986 року.
Фактично Fleetwood став дещо зміненою модифікацією DeVille.
В 1989 році модель модернізували, змінивши дизайн передньої частини та представили Fleetwood в кузові купе.
З 1987 по 1993 рік на основі Fleetwood виготовлявся Cadillac Sixty Special з подовженою колісною базою.

### Двигуни
- 4.3 L LS2 Diesel V6
- 4.1 L HT-4100 V8
- 4.5 L HT-4500 V8
- 4.9 L HT-4900 V8

## Cadillac Fleetwood (1993-1996)

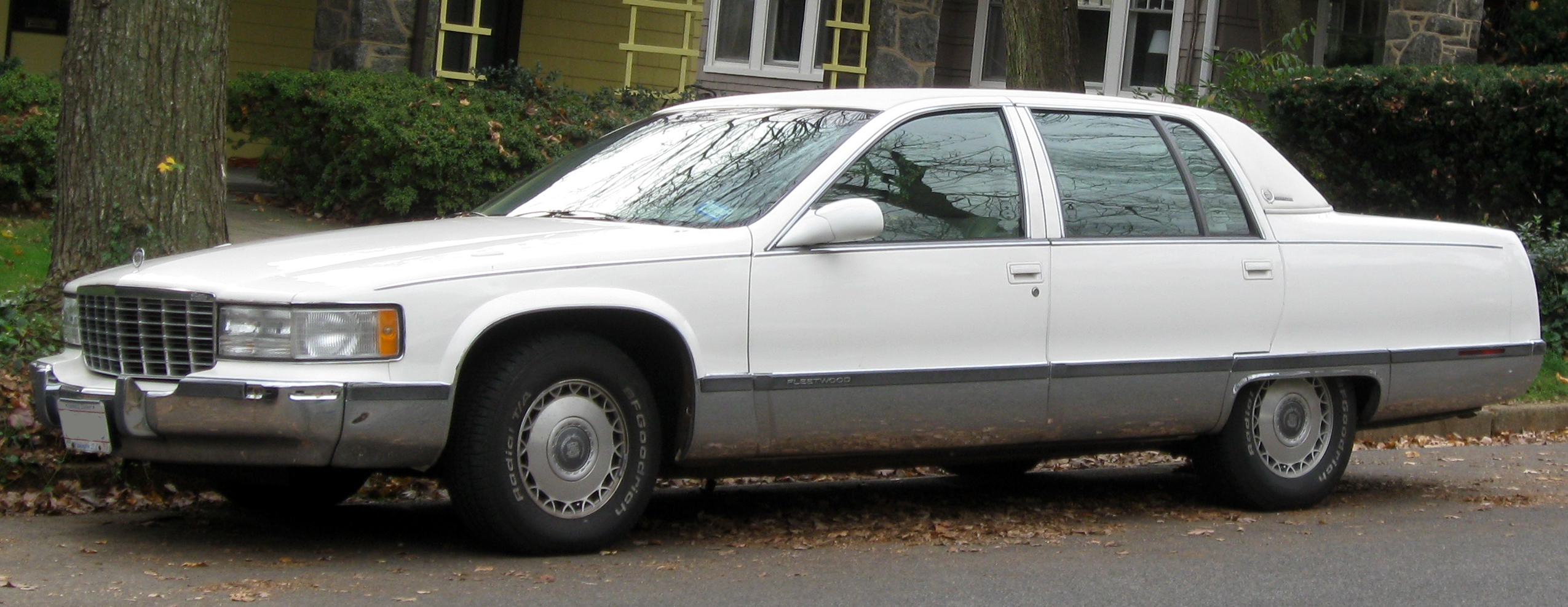
Cadillac Fleetwood (1993-1996)

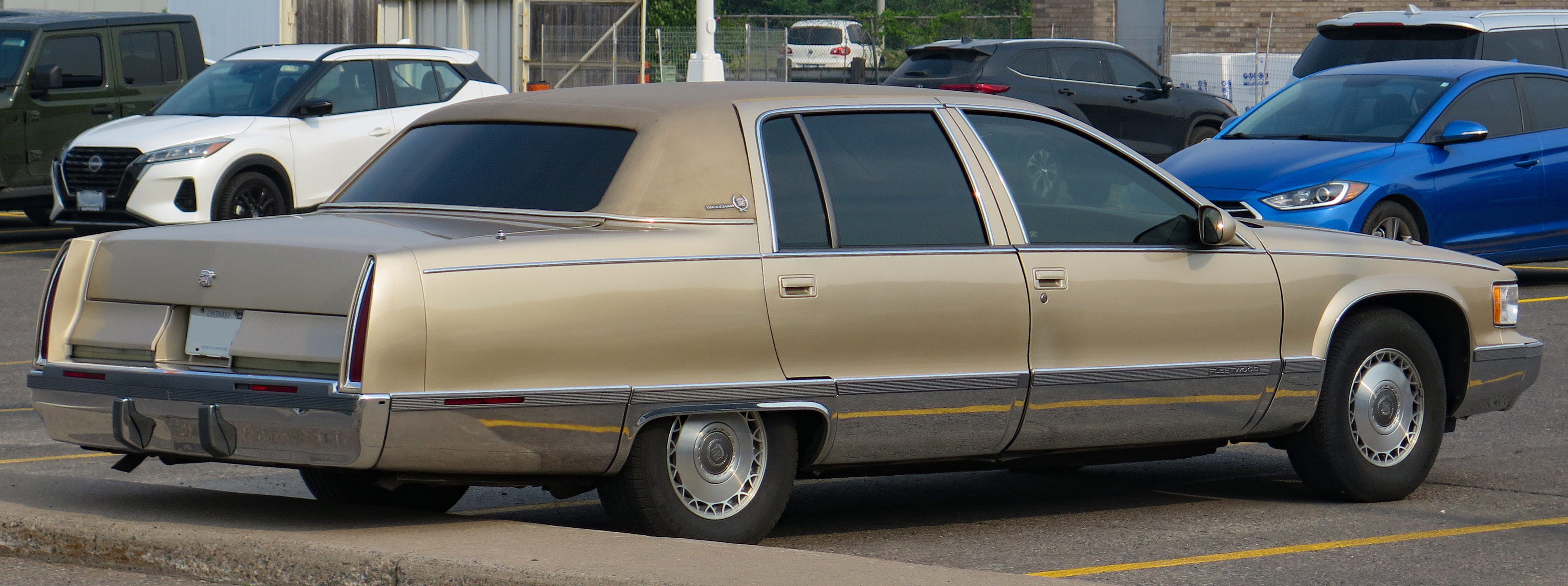

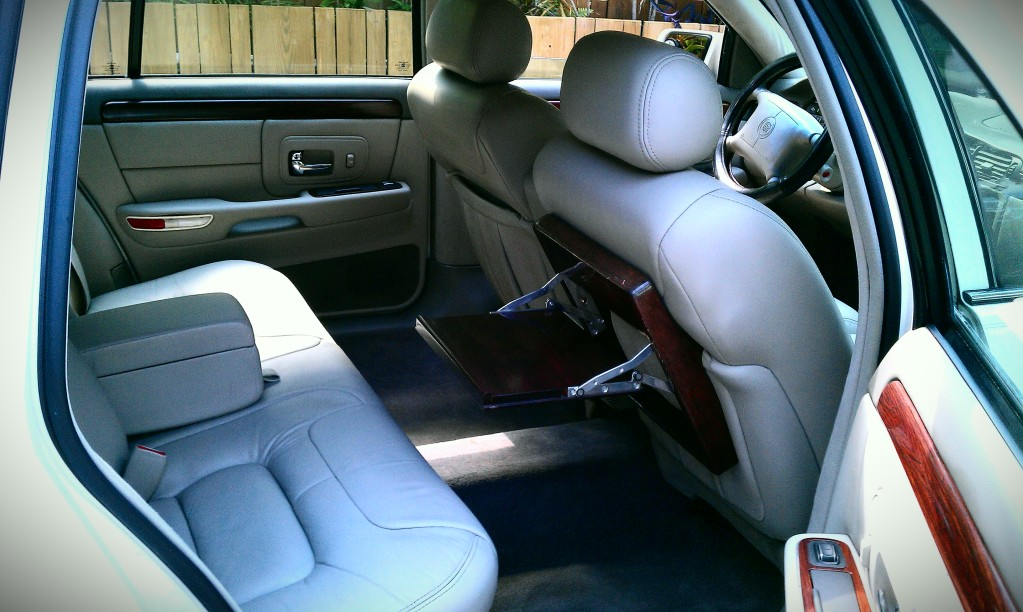

В 1993 році замість Cadillac Brougham представлений задньопривідний Cadillac Fleetwood, збудований на платформі D-body, що й Chevrolet Caprice і Buick Roadmaster.
Автомобіль завдовжки 572 см був найбільшим легковим автомобілем виробленим в США того часу. Автомобіль комплектувався бензиновим двигуном 5.7 л L05 V8 потужністю 185 к.с., який працював разом з 4-ст. автоматичною коробкою передач 4L60. На додаток до базової моделі була представлена розкішна Fleetwood Brougham.
В 1994 році на модель почали встановлювати новий двигуном 5.7 л LT1 V8 потужністю 260 к.с. від Chevrolet Corvette, що працює в парі з 4-ст. АКПП 4L60E.
До літа 1996 року було зроблено 101,698 примірників останнього Флітвуда.

### Двигуни
- 5.7 L L05 V8 185 к.с.
- 5.7 L LT1 V8 260 к.с.